# Enoplopteron hieroglyphicum
Enoplopteron hieroglyphicum är en tvåvingeart som beskrevs av Meijere 1913. Enoplopteron hieroglyphicum ingår i släktet Enoplopteron och familjen borrflugor. Inga underarter finns listade i Catalogue of Life.